# LG Kreis Verden
Die LG Kreis Verden ist eine deutsche Leichtathletikgemeinschaft aus dem Landkreis Verden in Niedersachsen.

## Geschichte
Die Leichtathletikgemeinschaft wurde am 1. Januar 1970 gegründet.

## Stammvereine
Die LGKV hat 18 Mitglieder:
- TSV Achim
- TV Baden
- TSV Bassen
- SV Bendingbostel
- TSV Bierden
- TSV Cluvenhagen
- TSV Daverden
- TSV Emtinghausen
- TSV Etelsen
- SV Holtebüttel
- TSV Kirchlinteln
- TSV Morsum
- TV Oyten
- MTV Riede
- TSV Thedinghausen
- TSV Uesen
- LAV Verden
- TSV Wechold-Magelsen